# Bandstjärtad myrsmyg
Bandstjärtad myrsmyg (Myrmotherula urosticta) är en fågel i familjen myrfåglar inom ordningen tättingar.

## Utseende och läte
Bandstjärtad myrsmyg är en liten (9,5 cm), ljus och långstjärtad myrmyg. Hanen är blygrå. Vingarna är svarta med två tydliga vita vingband. Även stjärten är svart med ett brett vitt ändband. Undersidan är ljusare med svart haka. Honan liknar hanen, men är något ljusare. Vingarna är grå med vitaktiga vingband, undersidan grädd- eller beigefärgad, med vitt på strupen och gråaktigt på flankerna. Lätet är ett nasalt och fallande "beer bin".

## Utbredning och systematik
Fågeln förekommer i kustnära sydöstra Brasilien (från centrala Bahia till norra Rio de Janeiro). Den behandlas som monotypisk, det vill säga att den inte delas in i några underarter.

## Status och hot
Bandstjärtad myrsmyg har en liten världspopulation bestående av uppskattningsvis endast 2 500–10 000 vuxna individer. Den tros också minska i antal till följd av habitatförlust. Den är därför upptagen på internationella naturvårdsunionen IUCN:s röda lista över hotade arter, kategoriserad som sårbar (VU).